# Abbaye d'Ebrach
L’abbaye d'Ebrach est une ancienne abbaye cistercienne, située en Franconie, dans le nord de la Bavière. Fondée au début du XIIe siècle, elle est sécularisée par les armées napoléoniennes en 1803. Par la suite, les bâtiments du monastère sont transformés en prison, qui subsiste encore de nos jours.

## Localisation
L'abbaye est située au cœur du village d'Ebrach, sur la-rivière Mittlere Ebrach (de), à une quarantaine de kilomètres à l'ouest de Bamberg et une soixantaine à l'est de Wurtzbourg.

## Histoire

### Fondation
L'abbaye d'Ebrach est le premier établissement cistercien fondé en Franconie, et le deuxième d'Allemagne après Kamp. L'initiative en revient à Berno von Ebrach, qui était Edelfrei ou ministériel. Lui-même choisit, une fois l'abbaye fondée, de se faire convers. Il fait venir de Morimond, en Bourgogne, douze moines et le nouvel abbé, Adam, qui arrivent le 25 juillet 1127.

### Au Moyen Âge
La chapelle qui est adossée à l'église abbatiale est construite en premier et consacrée par l'évêque de Würzburg Embricho en 1134. L'église abbatiale consacrée à la Trinité est quant à elle consacrée le 9 septembre 1285 par son successeur Berthold.
L'abbaye d'Ebrach est un des premiers édifices allemands à introduire l'architecture gothique, en particulier dans la nef : jusque-là, les rares églises d'Allemagne qui étaient dotées de croisées d'ogives l'avaient été sur les bas-côtés.
Rapidement, le monastère s'enrichit et acquiert un grand nombre de propriétés foncières dans les campagnes et les villes environnantes. Son succès l'amène aussi à fonder six abbayes-filles : Rein en 1129, Heilsbronn et Langheim en 1132, Nepomuk en 1145, Abbaye d'Aldersbach en 1146 et Bildhausen (de) en 1158. Plus tard, d'autrs abbayes, qu'elle n'a pas fondées, sont confiées à sa surveillance : Wilhering en 1185, Eiteren (de) en 1342 et Bronnbach en 1573.

### À l'époque moderne
La suprématie des évêques de Wurtzbourg empêche les abbés de donner à leur abbaye le statut d'abbaye impériale ; ils aménagent toutefois le monastère, notamment en refaisant l'escalier central (en 1715) et en transformant la vallée marécageuse en jardin fleuri et disposant d'aménagements hydraulique et paysagers. Ils font appel pour cela aux architectes Leonhard Dientzenhofer et Joseph Greissing (de), ainsi qu'au sculpteur Daniel Friedrich Humbach (de). Le plafond décoré de la salle impériale est l'œuvre du peintre de la cour de Wurtzbourg, Anton Clemens Lünenschloss.

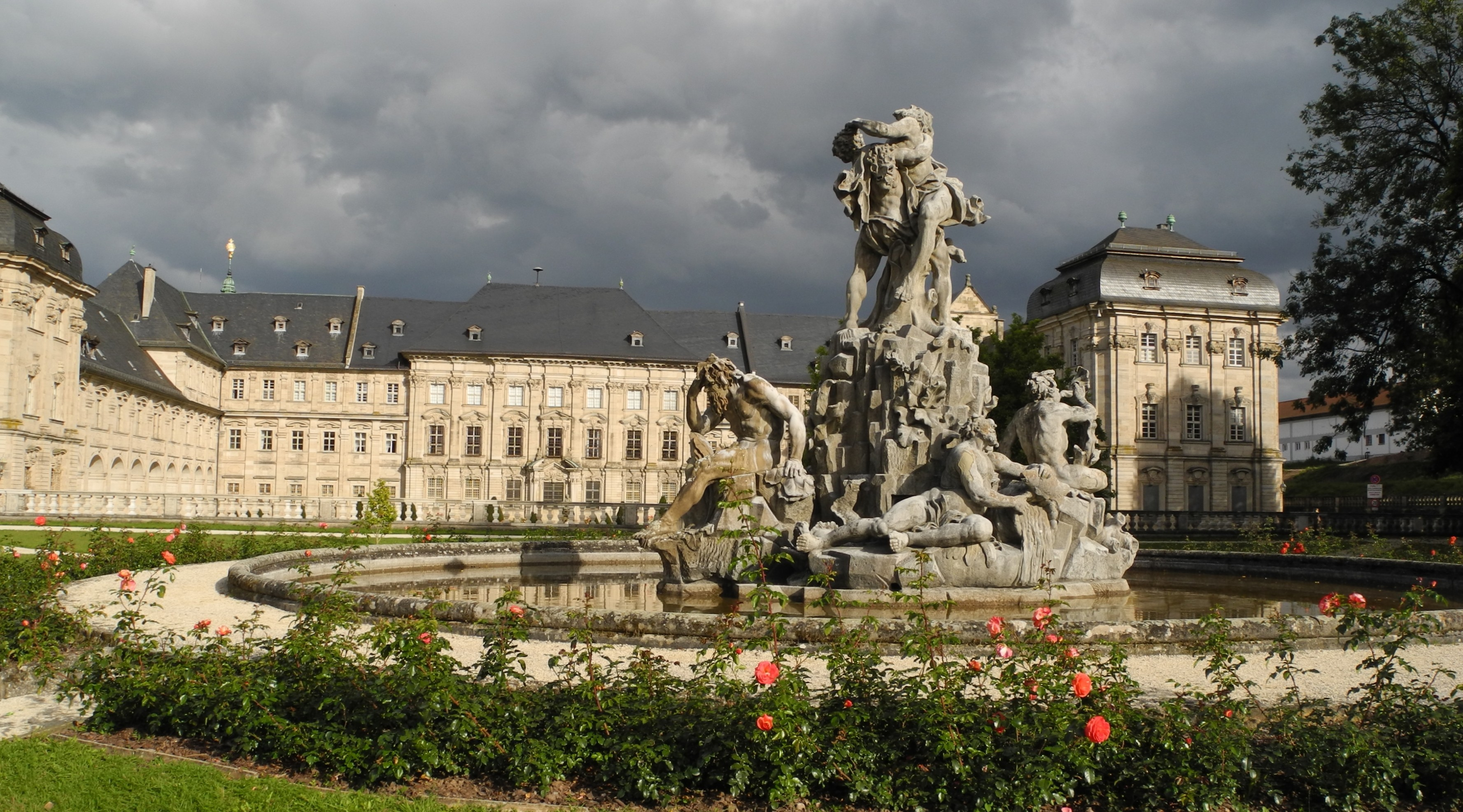
Les jardins et la façade baroque du monastère.
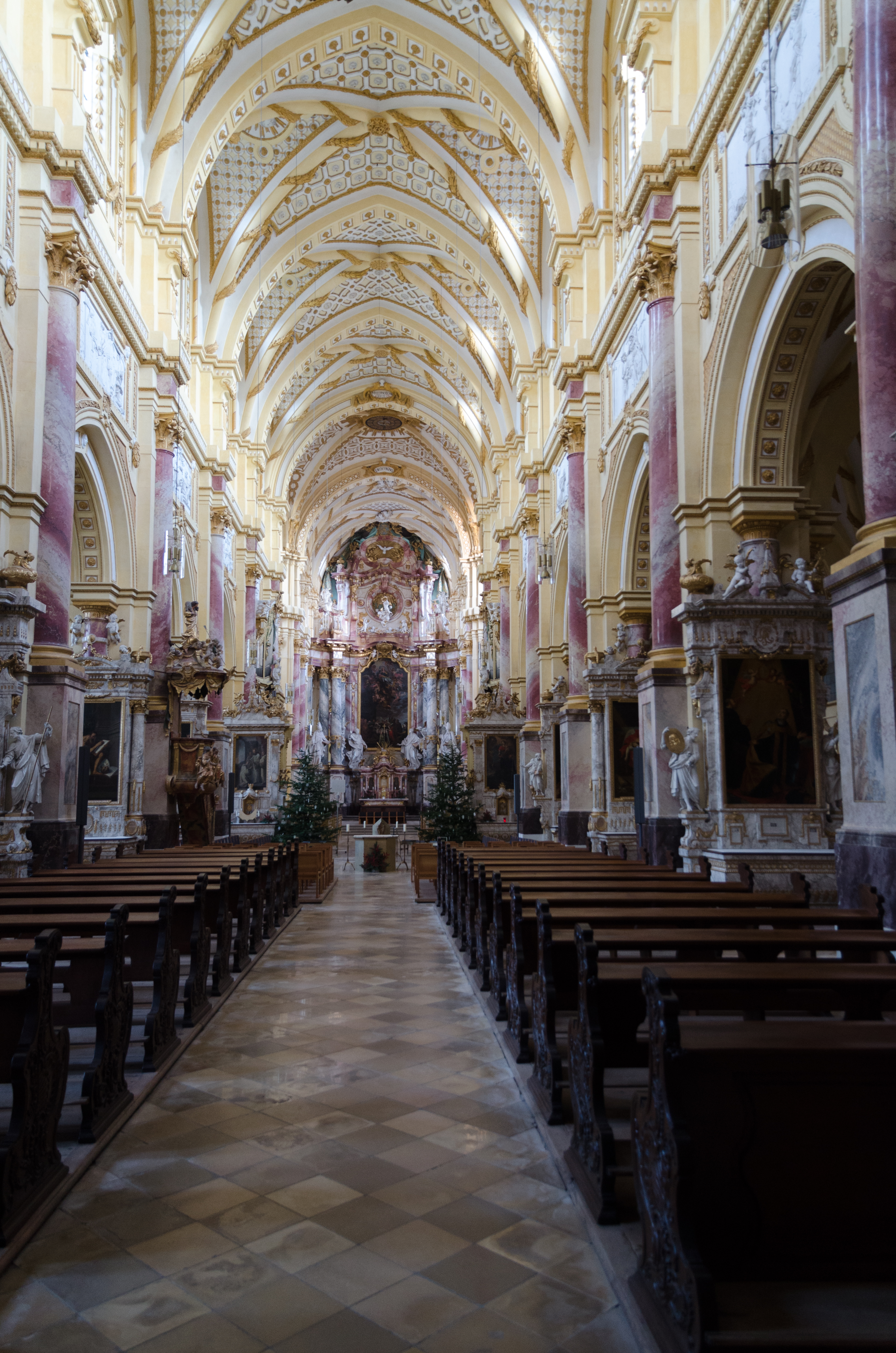
L'intérieur baroque de l'église abbatiale.
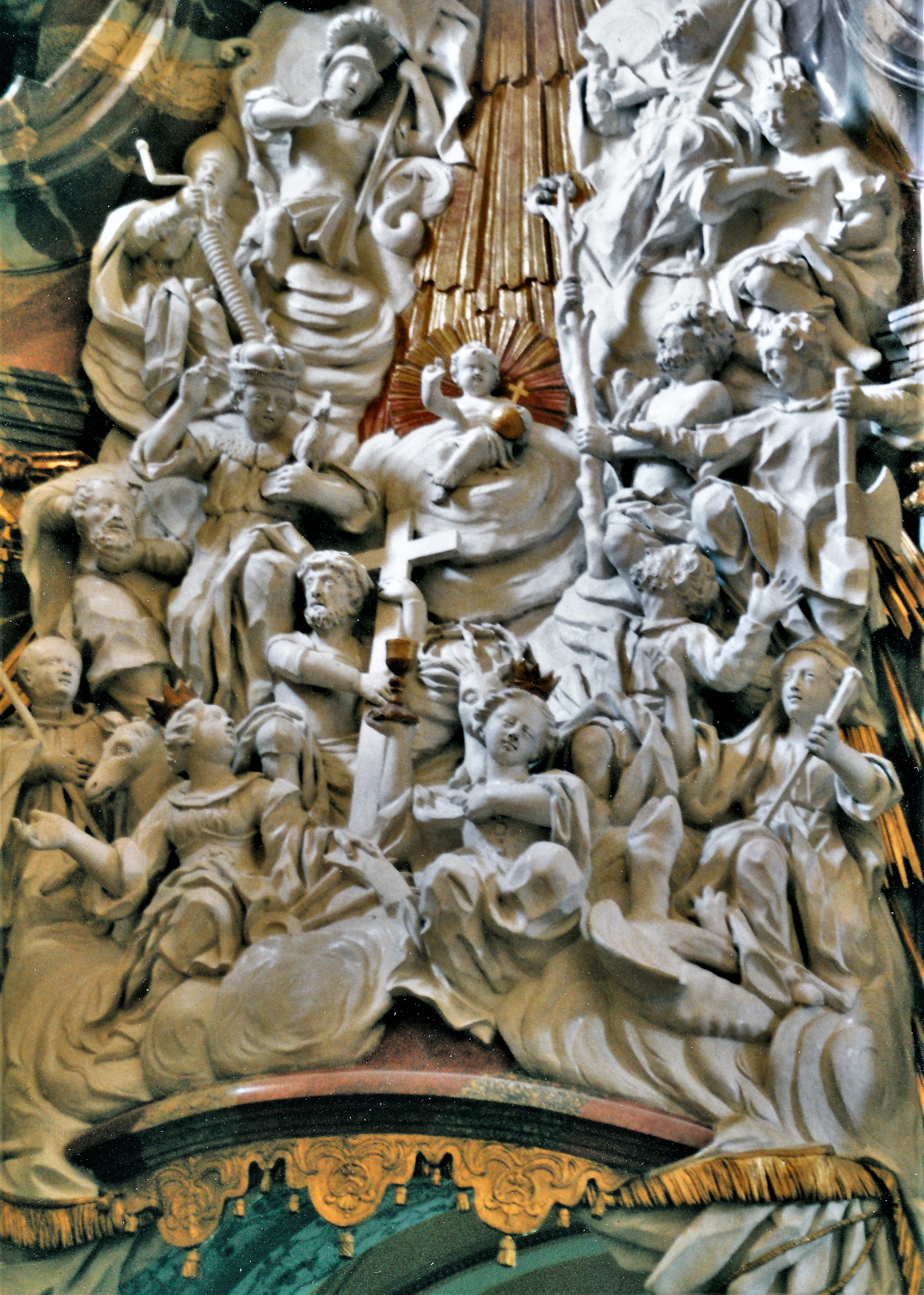
Sculpture de Daniel Friedrich Humbach (de).
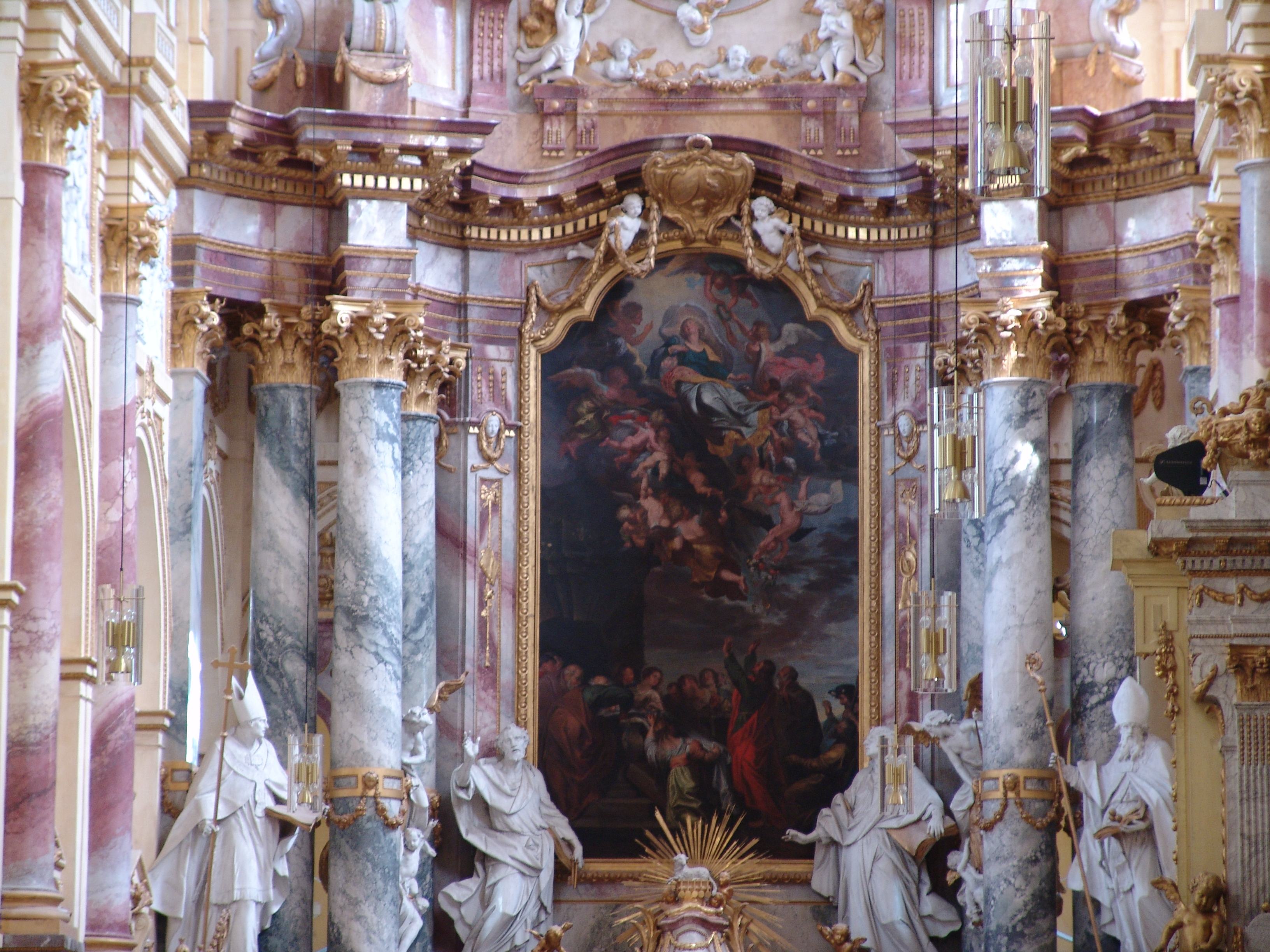
Tableau de l'abbatiale.
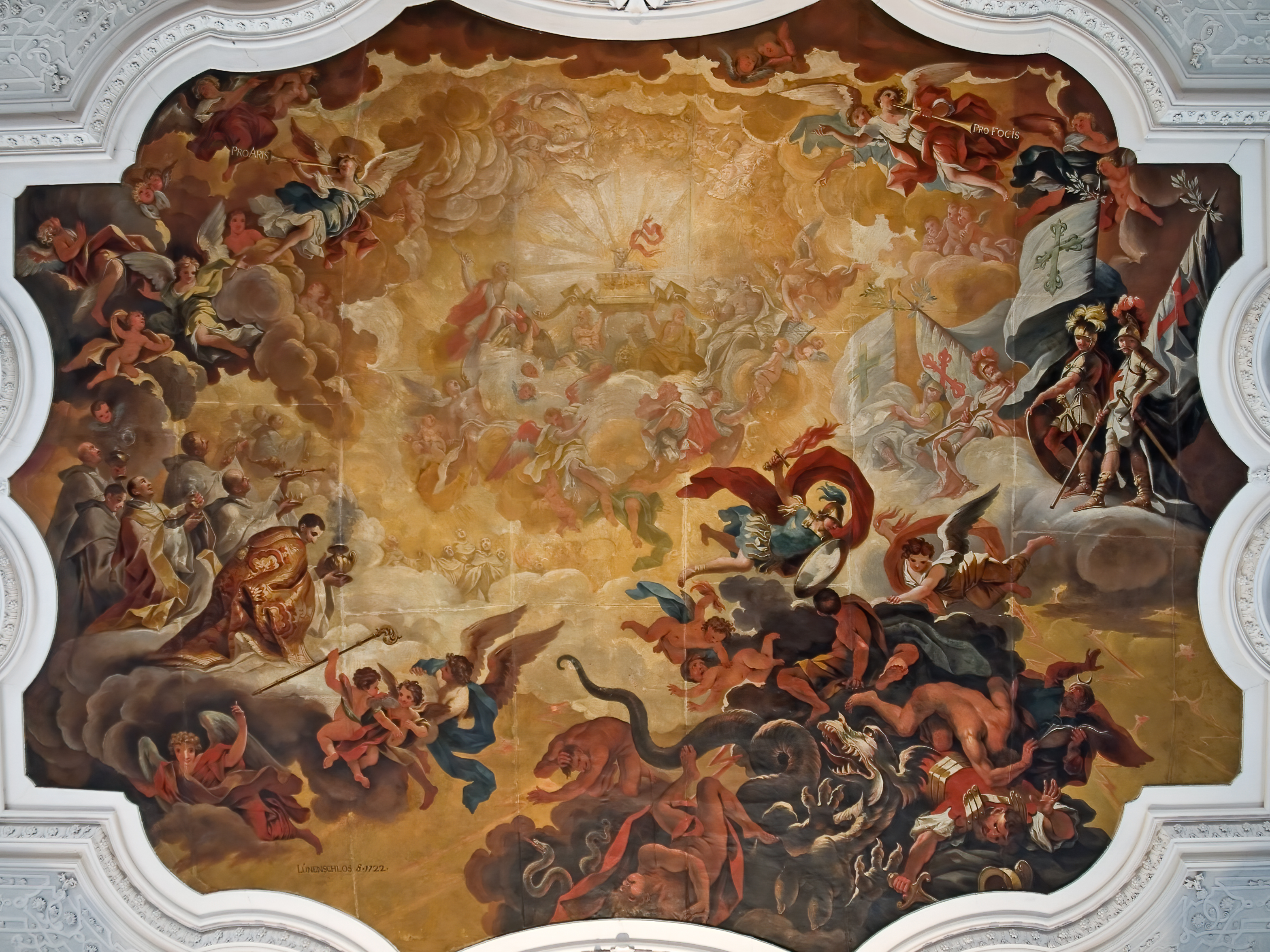
Fresque ornant le plafond de la salle impériale, par le peintre de la cour de Wurzbourg, Anton Clemens Lünenschloss.
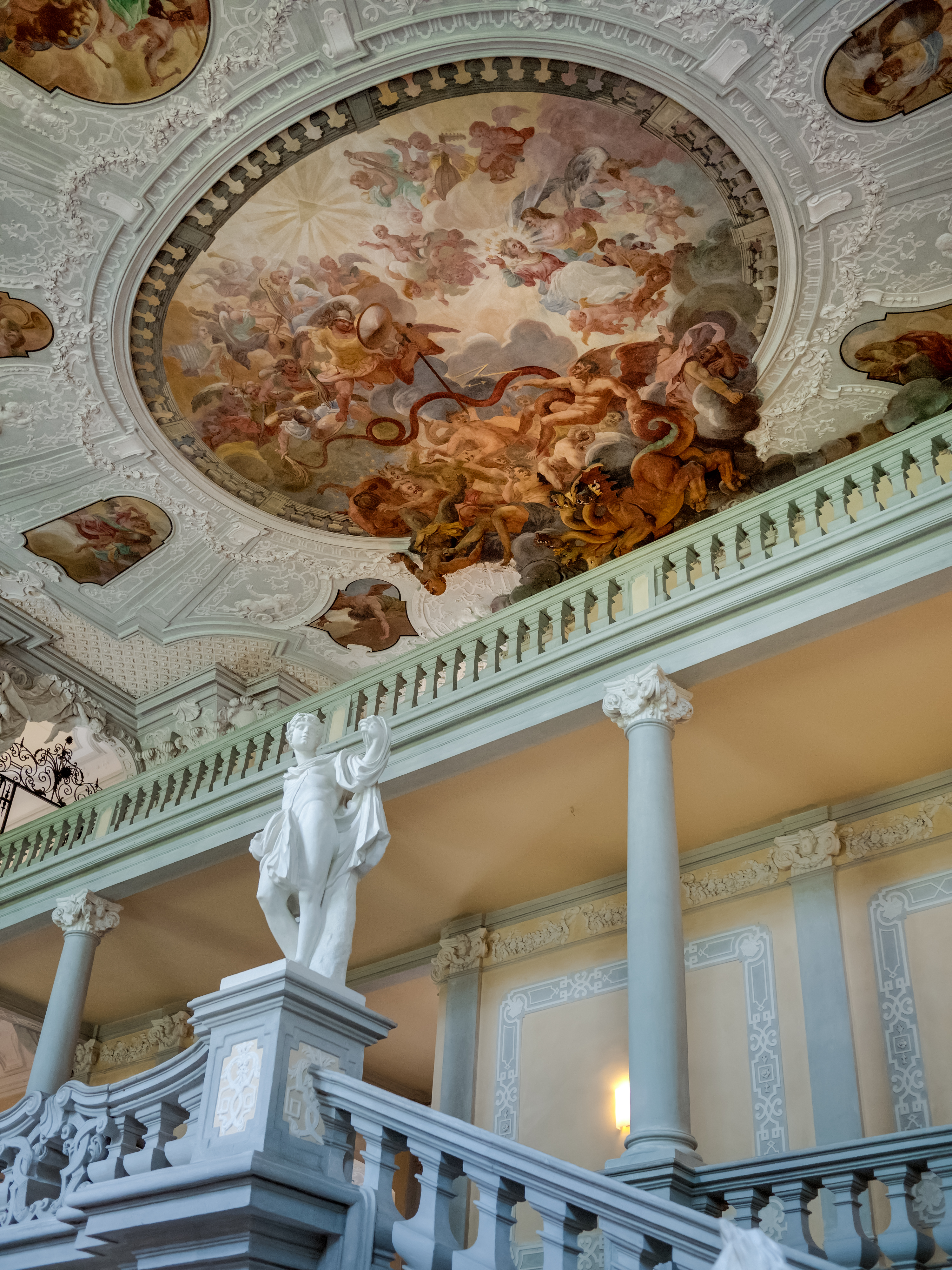
L'escalier monumental.
L'orgue.

### La sécularisation

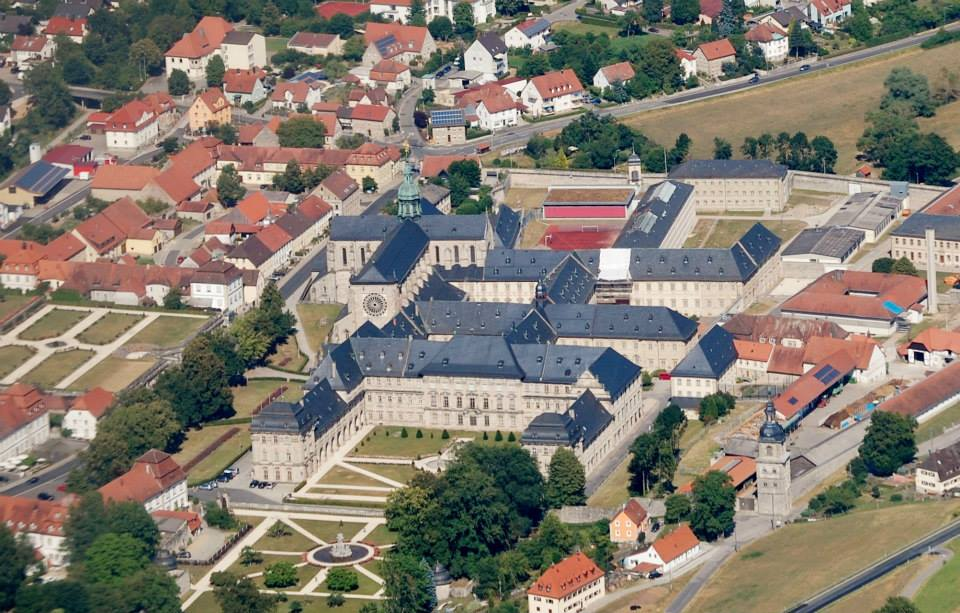
Vue d'ensemble de l'abbaye.

En 1803, alors que l'abbaye est très active sous l’abbatiat d'Eugène, avec cinquante-et-un moines et dix frères convers, elle est sécularisée et ses biens transférés au Royaume de Bavière. Sept mille personnes travaillaient directement ou indirectement pour l'abbaye, dans trois cents villages et cinq mille hectares de forêt. Toutes les possessions sont nationalisées, les collections artistiques et scientifiques envoyées à Würzburg, Bamberg, Munich et Wolfenbüttel. En particulier, les archives sont désormais à Würzburg. L'église devient paroissiale, intégrée en 1808 à l'archidiocèse de Bamberg.
En 1831, l'abbaye est envisagée comme établissement pour personnes handicapées mentales, mais reste vide. En 1840, le roi de Bavière Louis Ier cherche à faire revenir les cisterciens et propose même le don de 50 000 florins pour favoriser cette reprise, mais aucun monastère ne souhaite envoyer de moines ; finalement, en 1851, le royaume de Bavière en fait une prison, ce qu'elle est toujours.
La présence de l'abbaye cistercienne a incité la commune d'Ebrach à se jumeler avec la commune française de Ville-sous-la-Ferté, où est située l'abbaye cistercienne de Clairvaux, la plus prolifique de tout l'ordre, et par ailleurs également transformée en centre de détention, la maison centrale de Clairvaux.